# 心臟收縮
心臟收縮又稱收缩期（英語：Systole，/ˈsɪstəli/，SIST-ə-lee）是心动周期中的一個環節，當心室內血液充满后，心室內的血液會射入動脈，這一過程就叫心臟收縮 。心脏收缩的基础是心肌的收缩性完好。